# Malouetia barbata
Malouetia barbata là một loài thực vật có hoa trong họ La bố ma. Loài này được J.Ploeg mô tả khoa học đầu tiên năm 1984.